# Кошкар (Атырауская область)
Кошкар (каз. Қошқар) — упразднённое село (до 2008 года — посёлок городского типа)в Макатском районе Атырауской области Казахстана. Являлось административным центром Кошкарского сельского округа.

## История
Кошкар возник в 1940-х годах как вахтовый рабочий посёлок нефтяников. Упразднён в 2010 году из-за ухудшения экологической ситуации. Часть жителей посёлка переселили в город Атырау.

## Население
| Численность населения | Численность населения | Численность населения | Численность населения | Численность населения | Численность населения |
| 1959                  | 1970                  | 1979                  | 1989                  | 1999                  | 2009                  |
| --------------------- | --------------------- | --------------------- | --------------------- | --------------------- | --------------------- |
| 1209                  | ↘963                  | ↘457                  | ↘313                  | ↗395                  | ↗428                  |

В 1999 году население села составляло 395 человек (196 мужчин и 199 женщин). По данным переписи 2009 года, в селе проживало 428 человек (207 мужчин и 221 женщина).